# Congruencia de matrices
En matemáticas, se dice que dos matrices cuadradas {\displaystyle A} y {\displaystyle B}  son congruentes si y solo si existe otra matriz {\displaystyle P} —llamada matriz de paso— invertible tal que {\displaystyle B=P^{T}AP}.
Una propiedad que cumplen las matrices congruentes es que tiene el mismo rango, o lo que es equivalente, el mismo número de filas (columnas) linealmente independientes.
Dada una matriz simétrica y real A puede encontrarse siempre una matriz diagonal D de manera que A y D sean congruentes. A este procedimiento se le denomina diagonalización por congruencia. Además la matriz diagonal  puede elegirse de forma que los elementos en la diagonal sean solo 1,-1 o 0. 

## Relación de equivalencia
La congruencia de matrices es una relación de equivalencia.

### Propiedad reflexiva
Sea I la matriz identidad del mismo orden que A. Entonces A=ItAI, entonces A es congruente consigo misma.

### Propiedad Simétrica
Sean A y B dos matrices de orden n, congruentes con matriz de paso P. Como A es congruente con B, tenemos que:
A=PtBP
Multiplicando por la inversa de Pt, (P-1)t, ya que las operaciones inversa y traspuesta son conmutativas, por la izquierda a ambos lados de la igualdad, y por la inversa de P, P-1 por la derecha a ambos lados de la igualdad, obtenemos la siguiente igualdad:

(P-1)tAP-1=(P-1)tPtBPP-1

o lo que es lo mismo:

(P-1)tAP-1=B

con lo cual, B es congruente con A con matriz de paso P-1, cuya existencia viene garantizada por hipótesis, ya que es una matriz regular.

### Propiedad Transitiva
Si tenemos dos matrices A y B de orden n, tal que A es congruente con B con matriz de paso P, y dada una tercera matriz C, de orden n, que es congruente con B, con matriz de paso Q, veamos que C es congruente con A.

A=PtBP y B=QtCQ

sustituyendo B de la primera igualdad obtenemos esta nueva igualdad:

A=Pt(QtCQ)P=(QP)tC(QP)

con lo que podemos concluir que A es congruente con C con matriz de paso QP, ya que (QP)t=PtQt